# 明日はアタシの風が吹く
『明日はアタシの風が吹く』（あしたはアタシのかぜがふく）は日本テレビ系列で1989年2月4日から4月1日に土曜グランド劇場枠で放送されたテレビドラマ。全9話。

## 概要・内容
主な舞台は静岡県の古くからの温泉町「乙女湯温泉」。この温泉一の老舗である「庄司旅館」の女将・頼子はそれまで古き良き伝統を守ってきたが近年経営は苦しく、更に開発推進派である工藤グループに売却を迫られて旅館がその傘下にされそうになっていた。そんな伝統派と開発派が対立する乙女湯温泉に小野川アヤがやって来た。アヤは母親がおらず一人暮らし。乙女湯のことはかつて母が宿泊していたところで、アヤもその思い出を母からよく聞いていたことで、訪れたのだった。アヤは、庄司旅館で母がこの温泉で自分を身ごもったらしいことを知る。その後アヤは一度東京へ帰ったが、名も知らぬ実の父親を捜すためにまた乙女湯に戻り、庄司旅館に住み込むこととなった。傾きかけた庄司旅館を立て直して再び去って行くまでを、父親捜し、そして敵対する立場の工藤研介との恋模様などを、爆笑シーンや心温まるシーンも絡ませながら描いた。
主人公のアヤをして「女性版寅さん」と表現されたり、「昔の日活映画のような構図」と評されたこともある。演出の久世光彦は「小泉今日子と身長175cmの天衣織女、豊満な体型の渡辺えり子の3人の仲居が繰り広げる騒動や軽妙な会話が見どころで、3人それぞれのキャラクターが生かせたら面白い」と言ったことを本作の意図として話している。

## キャスト
- 小野川アヤ：小泉今日子
- 工藤研介：三田村邦彦
- 庄司友彦：高杢禎彦
  - 頼子の息子。妹かも知れないアヤを慕う。
- 坂巻波子（仲居）：渡辺えり子
- 神林竹子（仲居）：天衣織女
- 河原崎建三
- とめ：南美江
- ダンプ松本
- 小倉久寛
- 野村昭子
- 天久美智子
- 大竹まこと
- 治：せんだみつお
- 久保晶
- 荒井注
- 岡本南
- 赤間：柄本明（第5話出演）
- 時任：犬塚弘（第6話出演）
  - アヤの見合い相手の父。
- みどり：水谷ゆり
- 礼介：蟹江敬三
- 沢村仙之介：東千代之介
  - 旅芸人一座の沢村仙之介劇団の座長。昔、あやめに迫っていた3人の男の一人。
- 石森令子：萬田久子
  - 頼子の妹。
- 工藤助三：細川隆一郎
  - 研介の父。頼子の亡き夫と共に、あやめに迫っていた3人の男の一人。
- あやめ：菊池かおり
  - アヤの実母。
- 大岩：小林亜星
  - アヤの実父。
- 庄司頼子：池内淳子

## スタッフ
- 制作：日留川雄二、清水欣也、井上健
- 原作：金子成人
- 脚本：金子成人、扇澤延男
- 演出：久世光彦、高野正雄、小泉守
- 音楽：小林亜星
- 制作協力：生田スタジオ
- 企画制作：日本テレビ
- 製作著作：KANOX（カノックス）

## 主題歌
- 「Never Give Me Up!」小川美由希

作詞:麻生圭子/作曲:石田正人/編曲:HAWARD KILLY･大平勉

## 放映リスト
| 話数 | 放送日        | サブタイトル         | 脚本     | 演出     |
| ---- | ------------- | -------------------- | -------- | -------- |
| 1    | 1989年2月4日  | （サブタイトル無し） | 金子成人 | 久世光彦 |
| 2    | 1989年2月11日 | （サブタイトル無し） | 扇澤延男 | 高野正雄 |
| 3    | 1989年2月18日 | （サブタイトル無し） | 扇澤延男 | 小泉守   |
| 4    | 1989年2月25日 | （サブタイトル無し） | 扇澤延男 | 高野正雄 |
| 5    | 1989年3月4日  | （サブタイトル無し） | 扇澤延男 | 久世光彦 |
| 6    | 1989年3月11日 | （サブタイトル無し） | 扇澤延男 | 高野正雄 |
| 7    | 1989年3月18日 | お父さん!!           | 金子成人 | 小泉守   |
| 8    | 1989年3月25日 | 憎いけど好き！       | 扇澤延男 | 高野正雄 |
| 9    | 1989年4月1日  | さよなら、恋人たちよ | 扇澤延男 | 久世光彦 |